# Cristina Bujin
Cristina Bujin (née le 12 avril 1988 à Constanța) est une athlète roumaine, spécialiste du triple saut.

## Biographie
Finaliste aux Championnats du monde à Berlin, son meilleur saut est de 14,42 m (0,8) à Bucarest le 1er août 2009, deux semaines auparavant.

## Palmarès
| Date | Compétition                       | Lieu      | Résultat | Marque  |
| ---- | --------------------------------- | --------- | -------- | ------- |
| 2005 | Championnats du monde cadets      | Marrakech | 3e       | 13,23 m |
| 2005 | Championnats d'Europe juniors     | Kaunas    | 2e       | 13,72 m |
| 2006 | Championnats du monde juniors     | Pékin     | 6e       | 13,35 m |
| 2007 | Championnats d'Europe juniors     | Hengelo   | 3e       | 13,57 m |
| 2008 | Championnats des Balkans          | Argos     | 1re      | 13,80 m |
| 2009 | Championnats des Balkans en salle | Le Pirée  | 1re      | 14,03 m |
| 2009 | Championnats d'Europe espoirs     | Kaunas    | 2e       | 14,26 m |
| 2009 | Championnats du monde             | Berlin    | 5e       | 14,26 m |
| 2011 | Championnats d'Europe en salle    | Paris     | 5e       | 14,19 m |
| 2011 | Universiade                       | Shenzhen  | 3e       | 14,21 m |
| 2012 | Championnats des Balkans en salle | Istanbul  | 1re      | 14,04 m |
| 2014 | Championnats des Balkans          | Pitești   | 1re      | 14,11 m |
| 2015 | Championnats d'Europe en salle    | Prague    | 6e       | 13,95 m |
| 2015 | Championnats d'Europe par équipes | Heraklion | 3e       | 13,59 m |
| 2015 | Championnats des Balkans          | Pitești   | 2e       | 13,64 m |
| 2017 | Championnats des Balkans en salle | Belgrade  | 2e       | 13,94 m |
| 2017 | Jeux de la Francophonie           | Abidjan   | 3e       | 13,20 m |
| 2018 | Championnats des Balkans en salle | Istanbul  | 4e       | 13,32 m |
| 2019 | Championnats des Balkans en salle | Istanbul  | 2e       | 13,47 m |

## Records
| Épreuve     | Épreuve   | Marque  | Lieu     | Date            |
| ----------- | --------- | ------- | -------- | --------------- |
| Triple saut | Plein air | 14,42 m | Bucarest | 1er août 2009   |
| Triple saut | En salle  | 14,35 m | Bucarest | 15 février 2009 |